# Walter Bischoff
Walter Bischoff (* 30. Juni 1928 in Bad Grund; † 15. April 2016 in Clausthal-Zellerfeld) war ein deutscher Bergingenieur und Fachbuchautor.

## Leben
Walter Bischoff wurde als Sohn eines Bergmannes in Bad Grund geboren. Den größten Teil seiner Kindheit wohnte er mit seinen Eltern in einer Dienstwohnung in Silbernaal, die zwar abgelegen, aber in unmittelbarer Nachbarschaft zum Medingschacht und zur Bleihütte Clausthal lag. Er besuchte die Robert-Koch-Schule in Clausthal-Zellerfeld, wobei er für den vier Kilometer langen Schulweg zeitweise die Innerstetalbahn benutzen konnte. 1945 wurde er sechzehnjährig als Marineflakhelfer eingezogen und geriet zum Kriegsende bei Wilhelmshaven in britische Kriegsgefangenschaft.
Seinen ursprünglichen Plan, ein Lehramtsstudium in Angriff zu nehmen, gab er aufgrund langer Wartezeiten auf und nahm ein Bergbaustudium an der damaligen Bergakademie Clausthal auf. Die Beflissenenzeit absolvierte er unter der Aufsicht des Oberbergamtes Clausthal in den verschiedenen damals noch existierenden Bergwerken in Norddeutschland. Hierzu zählten das Erzbergwerk Grund, der Rammelsberg in Goslar, das Kaliwerk Salzdetfurth, das Bergwerk Ibbenbüren und die Eisenerzgrube in Echte. Nach dem Abschluss des Studiums 1955 ging er zum Steinkohlebergbau in das Ruhrgebiet und nahm an der Zeche General Blumenthal seine Tätigkeit auf, wo er drei Jahre lang zunächst als Steiger, später als Mitarbeiter einer Stabsstelle eingesetzt war.
1958 konnte er seinen Wunsch, als Lehrer zu arbeiten, dann doch verwirklichen. Er fand eine Anstellung in der damaligen Bergschule Recklinghausen als Lehrer, wo er die Fächer Mathematik und Technische Mechanik lehrte. Nach verschiedenen Zusammenlegungen von Bergschulen fand er sich nach einigen Jahren an der Ingenieurschule für Bergwesen in Bochum wieder, aus der dann in 1971 die Fachhochschule Bergbau in Bochum wurde. Hier wirkte er als Professor bis zu seiner Pensionierung 1993.
Nach der Pensionierung zog er wieder in seine alte Heimat, den Oberharz zurück. Er kaufte ein Haus in Clausthal-Zellerfeld und betätigte sich ehrenamtlich in zahlreichen bergmännischen Institutionen, insbesondere auch im Vorstand des Oberharzer Bergwerksmuseums.
Gemeinsam mit seinem Kollegen Heinz Bramann verfasste Bischoff 1988 das Kleine Bergbaulexikon, das mittlerweile in der 10. Auflage erschienen ist. Nach der Pensionierung schrieb er vor allem kleinere Artikel, die sich vorrangig mit der jüngeren Heimatgeschichte und dem Bergbau befassten.
Seit 1954 lebte Walter Bischoff 62 Jahre lang mit seiner Ehefrau Hannelore zusammen, die ebenfalls aus einer Bergmannsfamilie stammte. Das Paar hatte zwei Kinder. Bischoff starb 2016 und wurde auf dem Friedhof Clausthal beerdigt.

## Werke
- Das kleine Bergbaulexikon, 10. Auflage, Verlag Glückauf, Essen, 2012,  ISBN 978-3-86797-036-5
- mit Christian Falland: Ein Bär stand vor der Tür: kleine Geschichten aus den Tälern von Zellbach und Innerste Schriftenreihe des Oberharzer Geschichts- und Museumsvereins e. V., Clausthal-Zellerfeld, 2001, ISBN 978-3-9806619-5-9